# Salix morrisonicola
Salix morrisonicola — вид квіткових рослин із родини вербових (Salicaceae).

## Морфологічна характеристика
Це кущ невисокий, до 20 см заввишки, сильно розгалужений. Гілочки в молодості запушені, зрештою майже голі. Листки на ніжках ≈ 5 мм; листкова пластина еліптична, 1.5–3 × 0.5–1.3 см, гола, знизу сиза, основа тупа, край цільний чи нечітко залозисто-зубчастий, верхівка загострена. Сережки циліндричні, 1.5–2 см. Коробочка конічно-яйцеподібна, ≈ 5 мм, гола; ніжка довго запушена.

## Середовище проживання
Ендемік Тайваню. Населяє гори; 3000–3900 метрів.